# Вороновка (Татарстан)
 Вороновка  — деревня в Лаишевском районе Татарстана. Входит в состав Песчано-Ковалинского сельского поселения.

## География
Находится в западной части Татарстана на расстоянии приблизительно 18 км по прямой на юг от Казани.

## История
Основана в 1920-х годах.

## Население
Постоянных жителей было: в 1926 году — 7, в 1958—102, в 1970—177, в 1979—157, в 1989 — 84, в 2002 — 76 (русские 65 %, татары 34 %), 92 в 2010.

## Транспорт

### Автобус
До деревни ходит пригородный автобус № 102 («метро Суконная Слобода» — «санаторий Санта»). В конце 2000-х через деревню также ходил маршрут № 86а («Светлая Поляна» — «Старое Победилово»).
До 2007 года до деревни ходил прямой автобус № 200 («ЦУМ» — «Вороновка»).